# Maison Moonen
La maison Moonen est un immeuble de style Art nouveau réalisé par Victor Rogister et situé à Liège en Belgique.

## Histoire
Cet immeuble à vocation commerciale est réalisé par l'architecte Victor Rogister, auteur de nombreuses maisons de style Art nouveau à Liège. Il a été construit en 1903 pour Alfred Moonen qui était cordonnier. Il est plus que vraisemblable que l'immeuble a servi de cordonnerie ou de magasin de chaussures dès son ouverture. L'immeuble a été occupé par le café L'Escapade.

## Situation
La maison Moonen se trouve dans le quartier liégeois du Laveu à l'angle de la rue du Laveu (no 28) et de la rue Lambinon qui monte vers la rue Henri Maus.

## Description

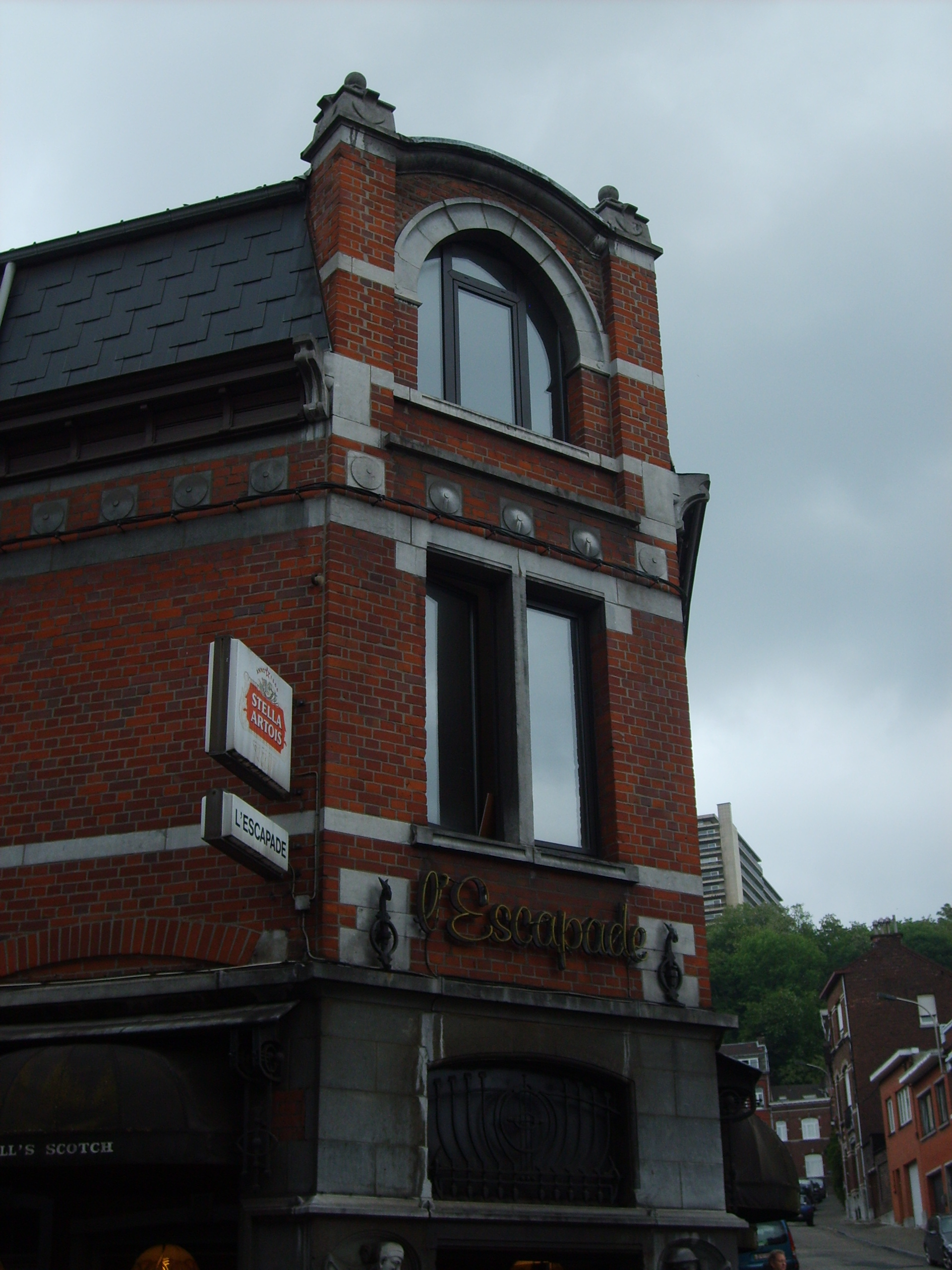
Maison Moonen, façade centrale

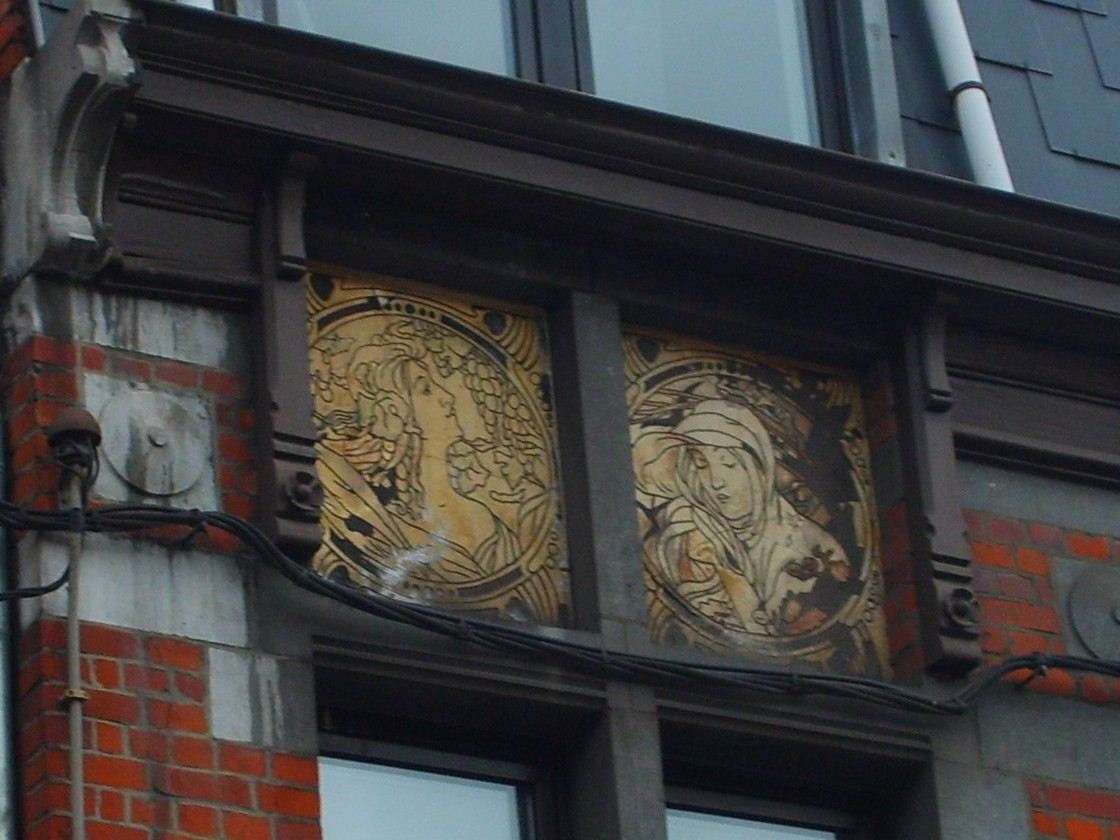
Maison Moonen, sgraffites, état en 2006

Cette maison d'angle compte trois façades, cinq travées et trois niveaux (deux étages) dont le dernier est mansardé (sauf pour la façade centrale). Deux travées (travées de gauche) se situent sur la rue du Laveu, la travée centrale avec porte d'entrée donne sur le carrefour et les deux travées de droite marquent le début de la rue Lambinon. 
Le soubassement est bâti en moellons de grès et en pierre de taille alors que le reste de la façade est construit en brique rouge. Un bandeau mouluré en pierre de taille marque la séparation. Trois autres bandeaux en pierre bleue rythment le premier étage. On remarque entre les deux bandeaux supérieurs de ce premier étage la présence de petits carrés en pierre de taille décorés de disques bombés (six sur la façade gauche, cinq sur la façade centrale et huit sur la façade droite). Victor Rogister utilise ces disques bombés pour la première fois. On les retrouve plus tard sur d'autres façades conçues par l'architecte comme sur la maison Piot érigée l'année suivante. À la base du premier étage, trois ancres de façade (à l'origine cinq) ont la forme de petits monstres très ressemblants à ceux placés au bas de la porte cochère de la maison Jules Alexandre due au même architecte. On ne peut que regretter la disparition des châssis d'origine.

### Façade centrale
La façade (ou travée) centrale haute de trois niveaux est occupée au rez-de-chaussée par la porte d'entrée. Celle-ci est entourée de pierre de taille (pierre bleue) et de trois carrés de grès de chaque côté. À gauche, une tête de femme avec bandeau est sculptée dans la pierre alors qu'à droite, c'est une tête de mineur casqué portant un outil à la main qui apparaît. La baie d'imposte est protégée par un grillage en fer forgé. 
Le dernier étage est occupé par une baie à arc brisé en lucarne entourée par deux pilastres de brique coiffés d'un chapiteau en pierre de taille se terminant par une petite sphère.

### Façades latérales
Les éléments les plus significatifs de ces façades latérales sont les sgraffites placés au tympan des baies à meneau du premier étage. Le bâtiment en compte quatre (deux pour chaque façade latérale). Ils représentent des bustes de femmes, allégories des quatre saisons. Ces sgraffites sont dans un état médiocre, l'un d'entre eux étant devenu complètement invisible (en 2015).
Les deux baies les plus proches de la porte d'entrée possèdent des consoles en fer forgé ouvragé soutenant un auvent à léger débordement.

## Sources
- « Inventaire du patrimoine culturel immobilier - Maison Moonen », sur spw.wallonie.be (consulté le 4 novembre 2017)
- « Répertoire des sgraffites de Liège — Site de la Ville de Liège »(Archive.org • Wikiwix • Archive.is • Google • Que faire ?), sur liege.be (consulté le 8 novembre 2017)